# Raión de Zinkivskyi
Zinkivskyi (en ucraniano: Зіньківський район) era un raión o distrito de Ucrania, en el óblast de Poltava. El raión se disolvió el 18 de julio de 2020, como parte de la reforma administrativa de Ucrania que redujo a cuatro el número de raiones del óblast de Poltava.
Comprendía una superficie de 1360 km².
La capital era la ciudad de Zinkivskyi.

## Demografía
A inicios de 2020 tenía una población estimada de 32 763 habitantes.

## Otros datos
El código KOATUU era 5321300000; el código postal, 38100, y el prefijo telefónico, +380 5353.